# Oskars Kastēns
Oskars Kastēns (ur. 19 lipca 1971) – łotewski dziennikarz i polityk, poseł na Sejm, minister bez teki ds. integracji społecznej (2006–2008).

## Życiorys
Kształcił się w Lipawskim Instytucie Pedagogicznym. W 1995 ukończył studia z filologii łotewskiej na Uniwersytecie Łotwy. Pracował jako dziennikarz, m.in. jako kierownik działu w gazecie „Neatkarīgā Rīta Avīze”, redaktor naczelny tygodnika „Fokuss” oraz korespondent Latvijas Televīzija w Brukseli. W latach 2001–2002 kierował agencją działającą w branży PR.
W 2002 znalazł się wśród założycieli Pierwszej Partii Łotwy, pełnił funkcję jej wiceprzewodniczącego. Z ramienia tego ugrupowania uzyskał mandat poselski w wyborach w 2002. Był przewodniczącym frakcji poselskiej LPP (2002–2005) oraz przewodniczącym komisji spraw europejskich. W 2006 z powodzeniem ubiegał się o reelekcję do Sejmu z listy LPP/LC. Zrezygnował z wykonywania mandatu w związku z objęciem funkcji ministra bez teki do spraw integracji społecznej. Funkcję tę pełnił w rządach Aigarsa Kalvītisa i Ivarsa Godmanisa od listopada 2006 do czasu likwidacji stanowiska z końcem grudnia 2008. Od stycznia 2009 do końca kadencji w 2010 ponownie wykonywał obowiązki poselskie. Dołączył do bloku O lepszą Łotwę, z ramienia którego bez powodzenia ubiegał się o mandat poselski w kolejnych wyborach w 2010.
Zajął się następnie działalnością doradczą. Został członkiem rady dyrektorów organizacji pozarządowej Global Panel America. W 2019 powołany na eksperta misji doradczej Unii Europejskiej na Ukrainie (EUAM Ukraine).